# Престатин Таун
«Престатин Таун» — валлийский футбольный клуб, представляющий город Престатин. В настоящий момент выступает в северной зоне Лиги Кимру. 

## История
Городские футбольные команды известны в Престатине с 1890-х годов. Однако они не отличались ни постоянством состава, ни местом размещения, ни достижениями. Первый серьёзный успех пришёл к местной команде в сезоне 1928/29 годов, когда она выиграла Юношеский кубок северного побережья Уэльса. В 1930-е годы клуб обосновался на Бастион-роуд. В конце 1940-х годов выступал в Dyserth Area League под названием «Chandypore».
При реконструкции района Бастион-роуд в конце 1960-х годов старое здание клуба было снесено, и команда после некоторых поисков с сезона 1970/71 года стала проводить домашние матчи на стадионе «Бастион-Гарденс».

## Достижения
- Кубок Уэльса
  - Победитель: 2012—2013
- Кубок Алвес
  - Победитель: 1993-94, 1999—2000
  - Полуфинал: 2000-01
- Кубок Барритт
  - Полуфинал: 1996-97, 2006-07
- Clwyd Премьер Лига
  - Победитель: 1974-75, 1975-76, 1982-83, 1983-84, 1998-99, 2006-07
  - 3 место: 1992-93
- OCS Premier Division Merit Award
  - Победитель: 1985-86
- Clwyd Дивизион 1
  - Победитель: 1991-92
  - 3 место: 1980-81
- Clwyd Дивизион 2
  - Победитель: 1989-90, 1993-94
- Clwyd Премьер Кубок
  - Победитель: 1974-75, 1975-76, 1981-82, 1983-84, 1998-99
- Clwyd Кубок Президента
  - Победитель: 1983-84, 1998-99, 2005-06
- Edin Hughes Award
  - Победитель: 1984-85
- Cymru Alliance League
  - Победитель: 2007-08
- Cymru Alliance Кубок Лиги
  - Полуфинал: 2006-07
- Dyserth Area League
  - Победитель: 1971-72, 1972-73, 1973-74
- NWCFA Challenge Cup
  - Полуфинал: 1983-84, 2006-07
- NWCFA Junior Cup
  - Победитель: 1928-29
  - Полуфинал: 2006-07
- REM Jones Cup
- Победитель: 1994-95, 1999—2000, 2000-01
- Welsh Alliance League
  - Победитель: 2005-06
  - Полуфинал: 1994-95, 1995-96